# Moorefield, Arkansas
Moorefield là một thị trấn thuộc quận Independence, tiểu bang Arkansas, Hoa Kỳ. Năm 2010, dân số của thị trấn này là 137 người.

## Dân số
- Dân số năm 2000: 160 người.
- Dân số năm 2010: 137 người.